# التسلسل الزمني لتاريخ إسبانيا
انظر التسلسل الزمني لتاريخ إيبيريا ما قبل الرومان والتسلسل الزمني لتاريخ هسبانيا الرومانية للفترات الزمنية السابقة.
هذا المقال عن التسلسل الزمني لتاريخ إسبانيا ابتداء من العصور المظلمة حتى الزمن الحالي. وتضم التغييرات القانونية والإقليمية المهمة والأحداث السياسية في إسبانيا وسابقتها من الدول القومية.

## فترة الحكم الإسلامي وحروب الاسترداد

### حتى نهاية القرن العاشر
| العقد | التاريخ | الحدث |
| ----- | ------- | --- |
|       |         | |
| 720   |         | الفتح الإسلامي للأندلس وخضوعها لحكم الدولة الأموية. نشأة مملكة أستورياس على يد بيلايو الذي هزم المسلمين في معركة كوفادونجا، ولاة الأندلس السمح بن مالك الخولاني - عنبسة بن سحيم الكلبي - يحيى بن سلامة الكلبي |
| 730   |         | ملوك أستورياس فافيلا ثم ألفونسو الأول. معركة بلاط الشهداء. |
| 740   |         | يوسف بن عبد الرحمن الفهري آخر الولاة الأمويون قبل سقوط دولتهم أمام العباسيين. |
| 750   |         | تولي فرويلا الأول ملك أستورياس الحكم وانشئ عبد الرحمن الداخل إمارة قرطبة في الأندلس. |
| 760   |         | تولي أوريليوس ملك أستورياس الحكم. |
| 770   |         | معركة باب الشزري. تولي سايلو ملك أستورياس الحكم. |
| 780   |         | تولي هشام الرضا الحكم. تولي موريجاتوس الأستورياسي ثم برمودو الأول ملك أستورياس الحكم. |
| 790   |         | تولي الحكم بن هشام الحكم. تولي ألفونسو الثاني ملك أستورياس الحكم. |
| 800   |         | إنشاء كونتية برشلونة. |
| 810   |         | وقعة الربض. |
| 820   |         | تولي عبد الرحمن الأوسط الحكم. الملك إنيغو أريستا ينشئ مملكة بنبلونة. |
| 840   |         | تولي راميرو الأول ملك أستورياس الحكم. غزا جيش الفايكنج النورماندي لشبونة لأول مرة. |
| 850   |         | تولي محمد بن عبد الرحمن الحكم. تولي غارسيا إنيغيز ملك نافارا الحكم. تولي أردونيو الأول ملك أستورياس الحكم. |
| 860   |         | تولي ألفونسو الثالث ملك أستورياس الحكم. |
| 870   |         | تولي فرتون غارسيز ملك نافارا الحكم. |
| 880   |         | تولي المنذر بن محمد الحكم لعامين ثم تولى بعده أخوه عبد الله بن محمد الحكم. |
| 900   |         | تولي سانشو الأول ملك نافارا الحكم. |
| 910   |         | غارسيا الأول ملك ليون ينشئ مملكة ليون ثم تبعه أخوه أردونيو. تولى فرويلا الثاني حكم أستورياس أولا ثم ضم ليون إلى حكمه تولى عبد الرحمن الناصر الحكم                                                             |
| 920   |         | إعلان عبد الرحمن الناصر دولة الخلافة في قرطبة تولي ألفونسو فرويلاز ملك ليون الحكم. تولي خيمينو غارسيز ملك نافارا الحكم. تولى ألفونسو الرابع ملك ليون الحكم                                                    |
| 930   |         | تولي غارسيا سانشيز الأول ملك نافارا الحكم. تولي راميرو الثاني ملك ليون الحكم. أنشئ فرنان غونثالث كونتيية قشتالة                                                                                               |
| 950   |         | تولي أردونيو الثالث ملك ليون الحكم ثم يتبعه سانشو الأول ملك ليون. |
| 960   |         | تولي الحكم المستنصر بالله حكم قرطبة. تولي راميرو الثالث ملك ليون الحكم |
| 970   |         | تولي سانشو الثاني ملك نافارا الحكم. تولي هشام المؤيد بالله حكم قرطبة. |
| 980   |         | أنشئ الحاجب المنصور بن أبي عامر الدولة العامرية في الاندلس. تولي برمودو الثاني ملك ليون الحكم. |
| 990   |         | تولي غارسيا سانشيز الثاني ملك نافارا الحكم. تولي ألفونسو الخامس ملك ليون الحكم |

### القرن الحادي عشر
| السنة | التاريخ | الحدث |
| ----- | ------- | --- |
| 1000  |         | تولي سانشو الثالث ملك نافارا الحكم.                                                                            |
| 1002  | 8 أغسطس | وفاة المنصور بن أبي عامر.                                                                                      |
| 1009  |         | اندلعت فتنة الأندلس مع اغتيال عبد الرحمن شنجول.                                                                |
| 1028  |         | تولي برمودو الثالث ملك ليون الحكم.                                                                             |
| 1031  |         | انتهاء فتنة الأندلس بانقضاء الدولة الأموية في الأندلس وظهور ملوك الطوائف.                                      |
| 1035  |         | تولي راميرو الأول ملك أراغون الحكم.                                                                            |
| 1037  |         | تولي غارسيا سانشيز الثالث ملك نافارا الحكم. تولي فرناندو الأول ملك ليون وقشتالة الحكم.                         |
| 1054  |         | تولي سانشو الرابع ملك نافارا الحكم.                                                                            |
| 1064  |         | تولي سانشو راميريث ملك أراغون الحكم.                                                                           |
| 1065  |         | تولي ألفونسو السادس ملك قشتالة الحكم. تولي غارسيا الثاني ملك جليقية الحكم. تولي سانشو الثاني ملك قشتالة الحكم. |
| 1075  |         | شيدت كاتدرائية سانتياغو دي كومبوستيلا.                                                                         |
| 1076  |         | أضحى سانشو راميريث ملكا لنافار بالإضافة إلى أراغون.                                                            |
| 1085  |         | سقوط طليطلة بيد ألفونسو السادس ملك قشتالة وملوك الطوائف يستنجدون بالمرابطون.                                   |
| 1086  |         | انتصار يوسف بن تاشفين على الفونسو السادس في معركة الزلاقة.                                                     |
| 1089  |         | حاصر المرابطون مع ملوك الطوائف القشتاليين في حصن لييط دون أن يتمكن من فتحها.                                   |
| 1094  |         | تولي بيدرو الأول ملك أراغون ونافارا الحكم. وساعد إل سيد القشتالي بالإستيلاء على بلنسية من المرابطون.           |

### القرن الثاني عشر
| السنة | التاريخ | الحدث |
| ----- | ------- | --- |
| 1102  |         | استعاد المرابطون بلنسية من ألفونسو السادس ملك قشتالة.                                                               |
| 1105  |         | تولى ألفونسو الأول ملك أراغون الحكم.                                                                                |
| 1106  |         | وفاة يوسف بن تاشفين وتولي ابنه علي الحكم بعده.                                                                      |
| 1108  |         | انتصار المرابطين بقيادة تميم بن يوسف على ألفونسو السادس ملك قشتالة في معركة أقليش .                                 |
| 1109  |         | ورثت أوراكا ملكة قشتالة الحكم من أبيها ألفونسو بعد مقتل أخيها ولي العهد الأمير سانشو في معركة أقليش.                |
| 1126  |         | تولي ألفونسو السابع ملك قشتالة الحكم.                                                                               |
| 1134  |         | انتصار المرابطون في معركة إفراغة على ألفونسو الأول ملك أراغون.                                                      |
| 1134  |         | وفاة ألفونسو الأول ملك أراغون بدون وريث، فيصبح راميرو الراهب شقيقه ملكاً على أراغون وغارسيا راميريث ملك نافارا.      |
| 1139  |         | تأسيس مملكة البرتغال.                                                                                               |
| 1140  |         | اتفاقية كاريون [الإسبانية] بين راميرو الثاني ملك أراغون وغارسيا راميريث ملك نافارا                                  |
| 1143  |         | تولي تاشفين بن علي الحكم. عودة ملوك الطوائف إلى الأندلس. اعتراف ألفونسو السابع ملك قشتالة وليون باستقلال البرتغال.  |
| 1145  |         | تولي إبراهيم بن تاشفين الحكم.                                                                                       |
| 1146  |         | تولي إسحاق بن علي الحكم وهو آخر سلاطين المرابطين.                                                                   |
| 1148  |         | قضى الموحدون تحت حكم عبد المؤمن بن علي على دولة المرابطين وورثوا أملاكهم في الأندلس.                                |
| 1150  |         | تولى سانشو السادس ملك نافارا الحكم.                                                                                 |
| 1154  |         | انشاء وسام الكانتارا [الإنجليزية].                                                                                  |
| 1157  |         | تولت بيترونيلا ملكة أراغون الحكم. تولى فرناندو الثاني ملك ليون الحكم. تولى سانشو الثالث ملك قشتالة الحكم.           |
| 1159  |         | تولى ألفونسو الثامن ملك قشتالة الحكم.                                                                               |
| 1163  |         | تولى أبو يعقوب يوسف بن عبد المؤمن حكم الموحدين.                                                                     |
| 1164  |         | تولى ألفونسو الثاني ملك أراغون الحكم.                                                                               |
| 1177  |         | قونكة تسقط في يد ألفونسو الثامن ملك قشتالة.                                                                         |
| 1184  |         | فشل يوسف بن عبد المؤمن في حصار شنترين في الأندلس وقد قتل فيها. وورثه أبو يوسف يعقوب الحكم. البدء في بناء الخيرالدة. |
| 1188  |         | تولي ألفونسو التاسع ملك ليون الحكم.                                                                                 |
| 1191  |         | اندلاع الحرب بين قشتالة وليون.                                                                                      |
| 1195  |         | تولي سانشو السابع ملك نافارا الحكم. انتصار أبو يوسف يعقوب على ألفونسو الثامن ملك قشتالة في معركة الأرك.             |
| 1196  |         | تولي بيدرو الثاني ملك أراغون الحكم.                                                                                 |
| 1199  |         | تولي محمد الناصر حكم الموحدون.                                                                                      |

### القرن الثالث عشر
| السنة | التاريخ | الحدث |
| ----- | ------- | --- |
| 1201  |         | انشئ الملك بيدرو الثاني ملك أراغون فرسان القديس جورج. |
| 1202  |         | حريق فيتوريا. |
| 1208  |         | انشاء جامعة بالنثيا في بالنثيا. |
| 1209  |         | انشاء مستشفى دي لا هيرادا [الإنجليزية] في مقاطعة بالنثيا. |
| 1212  |         | هزيمة محمد الناصر الموحدي في معركة العقاب أمام ألفونسو الثامن. الفترة الثالثة لملوك الطوائف [الإسبانية] |
| 1213  |         | انتصار فرنسا على بيدرو الثاني ملك أراغون في معركة موريت [الإنجليزية] ومقتل بيدرو. وتولي خايمي الأول حكم أراغون من بعده تولي يوسف المستنصر الموحدي الحكم. اجتاح ألفونسو التاسع ملك ليون مدينة القنطرة نهائيا. |
| 1215  |         | تولي هنري الأول ملك قشتالة الحكم. |
| 1218  |         | البدء بتحويل مدرسة سلامانكا إلى جامعة سلامنكا. وسميت رسميا بإسم جامعة سنة 1254. تولي فرناندو الثالث ملك قشتالة الحكم.                                                                                        |
| 1221  |         | البدء في بناء كاتدرائية برغش. |
| 1224  |         | تولي عبد الواحد المخلوع حكم الموحدين. |
| 1225  |         | تولي عبد الله العادل حكم الموحدين. |
| 1229  |         | اجتاح ألفونسو التاسع ملك ليون مدينة قصرش نهائيا. بدأ خايمي الأول ملك أراغون بغزو ميورقة. |
| 1230  |         | اجتاح ألفونسو التاسع ملك ليون مدينة بطليوس نهائيا. ضم تاج ليون إلى تاج قشتالة حسب اتفاق بينافينتي. |
| 1231  |         | هزيمة ابن هود أمام القشتاليين في معركة شريش [الإنجليزية]. |
| 1233  |         | سقوط لكاستيون بيد خايمي الأول ملك أراغون. |
| 1235  |         | تولي ثيوبالد الأول ملك نافارا الحكم. |
| 1236  |         | انتهاء معركة استرداد قرطبة بيد فرناندو الثالث ملك قشتالة. |
| 1238  |         | تولي أبو عبد الله محمد الحكم في إمارة غرناطة. نكبة أنيشة واجتياح بلنسية [الإسبانية]. |
| 1241  |         | اجتاح فرناندو الثالث ملك قشتالة مدينة البسيط نهائيا. |
| 1244  |         | اتفاق الميزرة [الإنجليزية] بين تاجي أرغون وقشتالة ينظم اجتياح الأندلس بينهما. |
| 1246  |         | انتهاء حصار جيان باتفاق بين ملك قشتالة وابن الأحمر على استحواذ جيان. |
| 1248  |         | انتهاء حصار إشبيلية بسقوطها بيد فرناندو الثالث ملك قشتالة سقوط اللقنت بيد الأمير ألفونسو العاشر ولي عهد قشتالة.                                                                                              |
| 1249  |         | استكملت البرتغال استرداد اراضيها من المسلمين بعد وصولهم ناحية الغرب في أقصى الجنوب. |
| 1252  |         | تولي ألفونسو العاشر ملك قشتالة الحكم. |
| 1253  |         | تولي ثيوبالد الثاني ملك نافارا الحكم. |
| 1255  |         | تأسيس مدينة ثيوداد ريال. |
| 1262  |         | سقوط مدينة ولبة بيد ألفونسو العاشر ملك قشتالة. زواج إيزابيلا ابنة خايمي الأول من فيليب ولي عهد فرنسا. |
| 1264  |         | سقوط مدينة قادس بيد ألفونسو العاشر ملك قشتالة. |
| 1266  |         | سقوط مدينة مرسية بيد ألفونسو العاشر ملك قشتالة. إدريس الواثق آخر الملوك الموحدون. |
| 1271  |         | تولي إنريكي الأول ملك نافارا الحكم. ظهور مشيخة الغزاة لمنع سقوط المدن الأندلسية بيد الإسبان. |
| 1273  |         | تولي أبو عبد الله محمد الثاني حكم غرناطة. |
| 1276  |         | حرب أهلية في نافارا [الإسبانية]. توقف حروب الإسترداد بعد معركة الدونونية. |
| 1277  |         | تولي بيدرو الثالث ملك أراغون الحكم. تولي خايمي الثاني ملك مايوركا الحكم |
| 1278  |         | محاولة ألفونسو العاشر الفاشلة باحتلال الجزيرة الخضراء بعد المعركة البحرية. |
| 1280  |         | انتصار أبو عبد الله محمد الثاني أمير غرناطة على سانشو ولي عهد قشتالة في معركة موكلين. |
| 1283  |         | أسس بيدرو الثالث ملك أراغون برلمان كاتالونيا [الإنجليزية]. |
| 1284  |         | تولي خوانا الأولى ملكة نافارا الحكم. الحملة الصليبية الأراغونية تولي سانشو الرابع ملك قشتالة الحكم. |
| 1285  |         | تولي ألفونسو الثالث ملك أراغون الحكم. |
| 1286  |         | استولى ألفونسو الثالث ملك أراغون على مملكة مايورقا |
| 1291  |         | تولي خايمي الثاني ملك أراغون الحكم. |
| 1295  |         | تولي فرناندو الرابع ملك قشتالة الحكم. انتصار غرناطة على قشتالة في معركة حصن اللوز. انشاء مجلس بلد الوليد [الإسبانية].                                                                                        |

### القرن الرابع عشر
| السنة     | التاريخ   | الحدث |
| --------- | --------- | --- |
| 1300      |           | انشاء مدينة بلباو. |
| 1302      |           | صلح كالتابيلوتا |
| 1305      |           | تولى لويس العاشر حكم نافارا قبل أن يتولى حكم فرنسا. |
| 1309      | 12 سبتمبر | استولى القشتاليون على جبل طارق بعد حصارها. تولى نصر بن محمد حكم إمارة غرناطة |
| 1311      |           | تولى سانشو الأول ملك مايوركا الحكم. |
| 1312      |           | تولي ألفونسو الحادي عشر حكم قشتالة. |
| 1314      |           | تولى إسماعيل الأول حكم غرناطة. |
| 1317      |           | تولي فيليب الخامس ملك فرنسا ونافارا الحكم. |
| 1319      | 25 يونيو  | انتصار إسماعيل الأول على قشتالة في معركة وادي غرناطة |
| 1322      |           | تولي شارل الرابع ملك فرنسا ونافارا الحكم. |
| 1323      |           | أرسل خايمي الثاني ملك أراغون جيشه لغزو سردينيا [الإنجليزية]. |
| 1324      |           | تولى خايمي الثالث ملك مايوركا الحكم. |
| 1325      | 6 يوليو   | تولى محمد الرابع حكم غرناطة. |
| 1327      |           | تولى ألفونسو الرابع ملك أراغون الحكم. |
| 1328      |           | تولت خوانا الثانية ملكة نافارا الحكم. |
| 1333      |           | استولى أهل غرناطة على جبل طارق بعد حصارها. تولى السلطان أبو الحجاج يوسف الأول حكم غرناطة.                                                                                            |
| 1336      |           | تولى بيدرو الرابع ملك أراغون الحكم. |
| 1340      |           | انتصار القشتاليين في معركة طريف على غرناطة والمرينيون. |
| 1344      |           | استولى القشتاليون على الجزيرة الخضراء بعد حصارها. |
| 1348-1347 |           | ضرب الطاعون الأسود شبه الجزيرة الأيبيرية، وقد هلك الكثيرون. |
| 1349      |           | تولى كارلوس الثاني ملك نافارا الحكم. |
| 1350      | 26 مارس   | تولى بيدرو ملك قشتالة الحكم. |
| 1356-1351 |           | حرب الأهلية القشتالية [الإنجليزية] |
| 1354      |           | تولى أبو عبد الله محمد الخامس حكم غرناطة. |
| 1369-1357 |           | حرب الملكين بدرو [الإنجليزية]. |
| 1359      |           | معركة أرافيانا تولى أبو الوليد إسماعيل الثاني حكم غرناطة. |
| 1360      |           | تولى أبو عبد الله محمد السادس حكم غرناطة. |
| 1362      |           | انتصار امارة غرناطة على القشتاليين في معركة وادي آش عودة أبو عبد الله محمد الخامس إلى حكم غرناطة.                                                                                    |
| 1367      |           | انتصار بدرو القشتالي على أخيه هنري في معركة ناخيرا ويستعيد عرشه. |
| 1369      |           | انتصار هنري الثاني ملك قشتالة على اخيه بدرو القشتالي ويقتله في معركة مونتيل. وبدء حروب فرديناند بين هنري وفرناندو الأول ملك البرتغال. استعاد محمد الخامس الجزيرة الخضراء بعد حصارها. |
| 1379      |           | تولى خوان الأول ملك قشتالة الحكم. قيام محمد الخامس بتدمير الجزيرة الخضراء كي لاتقع بيد المسيحيين لإستحالة الدفاع عنها.                                                               |
| 1383-1385 |           | تدخل قشتالة في أزمة الوراثة البرتغالية |
| 1385      | 14 أغسطس  | هزيمة قشتالة وأراغون أمام البرتغال في معركة ألجوباروتا. |
| 1387      |           | تولي كارلوس الثالث ملك نافارا الحكم. تولي خوان الأول ملك أراغون الحكم. |
| 1390      |           | تولي هنري الثالث ملك قشتالة الحكم. |
| 1391      |           | تولي أبو الحجاج يوسف الثاني حكم غرناطة. |
| 1392      |           | تولي أبو عبد الله محمد السابع حكم غرناطة. |
| 1396      |           | تولي مارتن الأول ملك أراغون الحكم. |
|           |           | |

### القرن الخامس عشر
| السنة     | التاريخ   | الحدث |
| --------- | --------- | --- |
| 1402      |           | بدأ خوان دي بيثنكورت بغزو جزر الكناري تحت راية قشتالة. |
| 1403      | 21 مايو   | سافر كلاويخو [الإنجليزية] سفير قشتالة إلى تيمورلنك. |
| 1406      |           | انتصار القشتاليين على إمارة غرناطة في معركة كوليخاريس. تولى خوان الثاني ملك قشتالة الحكم. |
| 1409      |           | تولي أبو الحجاج يوسف الثالث حكم غرناطة. |
| 1411-1410 |           | فترة خلو العرش في أراغون. |
| 1411      |           | فشل لأبي سعيد المريني في إحتلال جبل طارق [الإنجليزية]. |
| 1412      |           | حل وسط في كاسبي لحل مشكلة العرش في أراغون. تولي فرناندو الأول ملك أراغون الحكم. |
| 1415      |           | غزت البرتغال سبتة واحتلتها. |
| 1416      |           | تولي ألفونسو الخامس ملك أراغون الحكم. |
| 1417      |           | تولي أبو عبد الله محمد الثامن حكم غرناطة. |
| 1419      |           | تولي أبو عبد الله محمد التاسع حكم غرناطة. |
| 1423      |           | أنشأ الملك كارلوس الثالث ملك نافارا لقب أمير فيانا لحفيده كارلوس. |
| 1425      |           | تولت بلانكا الأولى ملكة نافارا الحكم. |
| 1427      |           | استعادة أبو عبد الله محمد الثامن لحكم غرناطة (فترة ثانية). |
| 1428      | 2 فبراير  | زلزال كاتالونيا [الإنجليزية] |
| 1429      |           | حكم أبو عبد الله محمد التاسع لحكم غرناطة (فترة ثانية). |
| 1431      |           | نصر متواضع لقشتالة على غرناطة في معركة شجرة التين. تولى أبو الحجاج يوسف الرابع الحكم في غرناطة |
| 1432      |           | تولى أبو عبد الله محمد التاسع حكم غرناطة (الفترة الثالثة). |
| 1436      |           | فشل القشتاليين في إحتلال جبل طارق [الإنجليزية]. |
| 1441      |           | تولى خوان الثاني ملك أراغون الحكم. |
| 1445      |           | انتصار قشتالة على أراغون في معركة أولميدو الأولى [الإنجليزية]. تولى أبو عبد الله محمد العاشر حكم غرناطة لأشهر (الفترة الأولى) ثم تولى أبو الحجاج يوسف الخامس (الفترة الأولى).                                             |
| 1446      |           | تولى أبو عبد الله محمد العاشر حكم غرناطة (الفترة الثانية). |
| 1448      |           | تولى أبو عبد الله محمد التاسع حكم غرناطة (الفترة الرابعة). |
| 1453      |           | تولى أبو عبد الله محمد الحادي عشر حكم غرناطة. |
| 1454      |           | تولى إنريكي الرابع ملك قشتالة الحكم. تولى أبو نصر سعد بن علي حكم غرناطة (الفترة الأولى) |
| 1458      |           | تولى خوان الثاني ملك أراغون الحكم. |
| 1462      |           | تولى أبو الحجاج يوسف الخامس حكم غرناطة لأشهر (الفترة الثانية) ثم استعاد منه أبو نصر سعد بن علي الحكم (الفترة الثانية). اندلاع حرب أهلية في كاتالونيا [الإنجليزية] تمكن حاكم شذونة من الإستحواذ على جبل طارق [الإنجليزية]. |
| 1464      |           | تولى أبو الحسن علي بن سعد حكم غرناطة (الفترة الأولى) |
| 1466      |           | فشل القشتاليون من احتلال جبل طارق [الإنجليزية] وأخذها من حاكم شذونة. |
| 1467      |           | معركة أولميدو الثانية [الإنجليزية]. |
| 1469      | 19 أكتوبر | زواج الملكة إيزابيلا الأولى وفرناندو الثاني وضع حجر الأساس لتوحيد مملكتي قشتالة وأراغون في اسبانيا. |

## الملوك الكاثوليك، اتحاد قشتالة وأراغون وغزو غرناطة ونافارا (1474-1515)
| السنة     | التاريخ   | الحدث |
| --------- | --------- | --- |
| 1474      | 10 ديسمبر | تولت الملكة إيزابيلا الأولى حكم قشتالة. |
| 1479-1475 |           | حرب الورائة القشتالية. |
| 1476      |           | تأسيس شرطة في قشتالة بإسم الأخوة المقدسة [الإنجليزية] |
| 1478      |           | تأسيس محاكم التفتيش الإسبانية. بنى القبطان خوان ريخون مدينة لاس بالماس. |
| 1479      |           | تولى فرناندو الثاني حكم أراغون. تولت إليانور حكم نافارالمدة شهر ثم تولى فرانسيس فويبس الحكم من بعدها. معاهدة ألكاسوفاس واعتراف البرتغال بهيمنة قشتالة على جزر الكناري.                                                   |
| 1482      |           | تولى أبو عبد الله محمد الثاني عشر حكم غرناطة (الفترة الأولى). بدء حرب غرناطة. |
| 1483      |           | تولى أبو الحسن علي بن سعد حكم غرناطة (الفترة الثانية). تولت كاثرين حكم نافارا. تعيين توماس دي توركيمادا كبير المفتشين لمحاكم التفتيش الإسبانية                                                                           |
| 1485      |           | تولى أبو عبد الله محمد الثالث عشر حكم غرناطة. |
| 1486      |           | تولى أبو عبد الله محمد الثاني عشر (الفترة الثانية) حكم غرناطة. |
| 1492      |           | انتهاء حرب غرناطة وسقوط إمارة غرناطة وبها سقطت الأندلس. وصول كريستوفر كولومبوس إلى العالم الجديد. ألف أنطونيو دي نبريخا كتابه قواعد اللغة القشتالية [الإنجليزية]. طرد اليهود بعد اصدار مرسوم الحمراء.                    |
| 1493      |           | معاهدة برشلونة بين أرغون وفرنسا. بدء الاستعمار الإسباني للأمريكتين. |
| 1494      |           | ساهمت قشتالة وأراغون في الحرب الإيطالية 1494-1498. توقيع معاهدة توردسيلاس. |
| 1499      |           | تأسيس جامعة كمبلوتنسي بمدريد ألف فرناندو دي روخاس رائعته لا ثلستينا |
| 1500      |           | استطاع غونثالو فرنانديث دي كوردوبا أخذ جزيرة كيفالونيا من العثمانيون بعد حصارها [الإنجليزية]. رسم خوان دي لا كوسا خريطته المسماة خريطة العالم (Mappa mundi). انضمام اسبانيا إلى جانب فرنسا في الحرب الإيطالية 1499-1504. |
| 1502      |           | البدء بطرد المدجنون. |
| 1503      |           | انشاء غرفة التجارة الإسبانية [الإنجليزية] في إشبيلية |
| 1504      |           | فردناند الأراغوني يستولي على مملكة نابولي وفاة إيزابيلا الأولى وترثها ابنتها خوانا الأولى ملك قشتالة. تأسيس جامعة سانتياغو دي كومبوستيلا.                                                                                |
| 1506      |           | تخلى فردناند حسب اتفاق ڤيلافافيلا [الإنجليزية] عن سيادته على حكومة قشتالة والإنديز لصالح زوج ابنته فيليب |
| 1507      |           | تمكنت قشتالة من احتلال جبل طارق [الإنجليزية] وأخذها من حاكم شذونة. |
| 1508      |           | طبع رواية جارثي رودريجيث دي مونتالبو وإسمها أماديس دي جاولا وقد لاقت رواجا. دخول اسبانيا في حرب عصبة كامبراي. |
| 1509      |           | سقوط وهران. |
| 1512      |           | غزو اسبانيا نافارا لضمها. صدور قوانين بورغوس |
| 1513      |           | وصول فاسكو نونييث دي بالبوا إلى المحيط الهادئ. واكتشاف خوان بونثي دي ليون فلوريدا. |
| 1515      |           | تأسيس كلا من هافانا وسانتياغو دي كوبا. |

## إسبانيا هابسبورغ (1516-1700)

### حكم كارلوس الأول وفيليب الثاني
| السنة     | التاريخ | الحدث |
| --------- | ------- | --- |
| 1516      |         | وفاة فرناندو الثاني وتولي شارلكان الحكم من بعده، وهو أول ملوك هابسبورغ الإسبان حكم مملكتي قشتالة وأرغون.                             |
| 1517      |         | أسس أنطونيو دي نبريخا قواعد اللغة القشتالية. دفن الملكين الكاثوليك في كاتدرائية غرناطة.                                              |
| 1519      |         | ثورة الحرفيين ضد الملكية والإقطاعية والمدجنين                                                                                        |
| 1520      |         | ثورة أهالي قشتالة |
| 1521      |         | الحرب الإيطالية 1521-1526 |
| 1522      |         | وصول خوان سباستيان إلكانو مع ماتبقى من حملة ماجلان إلى إسبانيا. معركة بيكوكا                                                         |
| 1523      |         | أسس المجلس الأعلى للخزانة [الإسبانية]                                                                                                |
| 1524      |         | أسس مجلس الإنديز. أخلى الوطاسيون إفني من الإسبان.                                                                                    |
| 1525      |         | أعدم كورتيس الملك كواتيموك ملك الأزتك. بدأ غارثيا خوفري دي لوايسا رحلته المسماة إستكشاف لوايسا. معركة بافيا                          |
| 1526      |         | حرب عصبة كونياك. |
| 1527      |         | البدء ببناء قصر شارلكان في غرناطة |
| 1528      |         | الملك كارلوس يمنح أسرة فلسر المصرفية أراضي في مقاطعة فنزويلا. أنشئ مجلس عسكري لمملكة غاليسيا.                                        |
| 1529      |         | معاهدة سرقسطة بين إسبانيا والبرتغال.                                                                                                 |
| 1532      |         | غزا فرانثيسكو بيثارو البيرو. |
| 1534      |         | أسس إغناطيوس دي لويولا الرهبنة اليسوعية.                                                                                             |
| 1535      |         | اجتاح خير الدين بربروس ماون في جزر البليار. فيرد عليه الملك كارلوس بغزو تونس.                                                        |
| 1536      |         | انشاء مدينتي بيونس أيرس وكالي. الحرب الإيطالية 1536-1538                                                                             |
| 1537      |         | انشاء مدينة أسونسيون |
| 1538      |         | انشاء مدينة بوغوتا. معركة ساليناس.                                                                                                   |
| 1539      |         | كتب أنطونيو دي جيبارا ساعة الأمراء                                                                                                   |
| 1540      |         | وصل غارسيا لوبيز دي كارديناس إلى الأخدود العظيم.                                                                                     |
| 1541      |         | أسس بيدرو دي فالديفيا مدينة سانتياغو. فشل حملة الجزائر.                                                                              |
| 1542      |         | الحرب الإيطالية 1542-1546 اكتشف فرانثيسكو دي أوريانا نهر الأمازون. صدور القوانين الجديدة التي تمنع الإستغلال.                        |
| 1543      |         | انشاء إقليم البيرو |
| 1545      |         | اكتشاف بوتوسي في بوليفيا. |
| 1546      |         | الانتهاء من غزو يوكاتان. |
| 1550      |         | مناظرة بلد الوليد |
| 1551      |         | انشاء جامعتي ليما والمكسيك. الحرب الإيطالية 1551-1559                                                                                |
| 1552      |         | أول تعداد للسكان في إسبانيا الجديدة. كتب لاس كاساس "تقرير ملخص عن تدمير الإنديز".                                                    |
| 1554      |         | صدور الطبعة الأولى لقصة لاثريو دي تورميس. معركة مارشيانو.                                                                            |
| 1555      |         | هزائم الإسبان في تشيلي أمام لاوتارو. تم توقيع صلح أوغسبورغ.                                                                          |
| 1556      |         | تخلى شارلكان عن الحكم واعتزاله في دير بيوستي. وتولي ابنه فيليب الثاني حكم اسبانيا.                                                   |
| 1557      |         | معركة سانت كينتان.اعلان افلاس اسبانيا. البدء ببناء دير الإسكوريال.                                                                   |
| 1558      |         | وفاة كارلوس الأول. |
| 1559      |         | نشرت محاكم التفتيش دليل الكتب المحرم قرائتها. وكذلك حظر الدراسة بالخارج.                                                             |
| 1560      |         | ظهور القرصنة في الكاريبي. معركة جربة                                                                                                 |
| 1561      |         | الملك فيليب الثاني ينقل بلاطه إلى مدريد.                                                                                             |
| 1565      |         | أسس بيدرو أفيليس مستوطنة سانت أوغسطين في فلوريدا وهي أقدم مستوطنة في أوروبية في الولايات المتحدة. حصار مالطا.                        |
| 1571-1567 |         | أصدر الملك فيليب مرسوما عمليا [الإسبانية] بحظر استخدام العربية والأمازيغية ومنع الملابس المورسكية. مما أشعل ثورة البشرات في الأندلس. |
| 1568      |         | حرب الثمانين عاما، أو مايسمى الثورة الهولندية ضد حكم الإسبان.                                                                        |
| 1569      |         | انشاء محاكم التفتيش في أمريكا. ألف ألونسو دي إرثييا قصيدته لا أروكانا.                                                               |
| 1571      |         | انشاء العصبة المقدسة بقيادة إسبانيا، وتهزم العثمانيون في معركة ليبانت                                                                |
| 1572      |         | مقتل توباك أمارو آخر زعماء الإنكا في البيرو.                                                                                         |
| 1576      |         | افلاس الخزانة الإسبانية. |
| 1580      |         | الاتحاد الإيبيري وضم البرتغال للتاج الإسباني.                                                                                        |
| 1582      |         | اعتماد التقويم الغريغوري بديلا عن اليولياني. انهى خوان دي هيريرا بناء الإسكوريال.                                                    |
| 1585      |         | ألف ميغيل دي ثيربانتس روايته لا جالاتيا. اندلاع حرب إنجلترا وإسبانيا.                                                                |
| 1587      |         | هجوم فرانسيس دريك على ميناء قادس [الإنجليزية].                                                                                       |
| 1588      |         | هزيمة أسطول الأرمادا الأسباني أمام الإسطول الإنجليزي.                                                                                |
| 1589      |         | فشل حملة دريك-نوريس إلى البرتغال وجزر الأزور.                                                                                        |
| 1593      |         | انتصار الإسبان على الإنجليز في معركة بلاي.                                                                                           |
| 1594      |         | وصلت واردات اسبانيا للمعادن الثمينة من أمريكا الإسبانية إلى ذورتها في التاريخ.                                                       |
| 1595      |         | اكتشاف كتب ساكرومونتي الرصاصية. |
| 1596      |         | اعلنت إسبانيا إفلاسها. الإنجليز يجتاحون قادس.                                                                                        |

### حكم فيليب الثالث وفيليب الرابع وكارلوس الثاني
| السنة | التاريخ   | الحدث                                                                                 |
| ----- | --------- | ------------------------------------------------------------------------------------- |
| 1598  | 13 سبتمبر | وفاة فيليب الثاني وورثه فيليب الثالث.                                                 |
| 1604  |           | انهت معاهدة لندن الحرب بين إنجلترا وإسبانيا.                                          |
| 1605  |           | بدأ ميغيل دي ثيربانتس بكتابة روايته دون كيشوت.                                        |
| 1606  |           | انتقال البلاط والبرلمان إلى العاصمة الجديدة مدريد.                                    |
| 1608  |           | بدأت الدراسة في جامعة أوفييدو.                                                        |
| 1609  |           | البدء بطرد الموريسكيين من إسبانيا                                                     |
| 1613  |           | ألف لويس دي جونجورا قصيدته الخلوة                                                     |
| 1616  |           | وصل خوان دي سيلفا إلى مضيق ملقا. بدأ تيرسو دي مولينا اعداد مسرحيته ساحر نساء أشبيلية. |
| 1618  |           | بدء حرب الثلاثين عاما اكتشف بدرو بايز منابع النيل الأزرق                              |
| 1621  |           | وفاة فيليب الثالث وتولية فيليب الرابع العرش من بعده.                                  |
| 1622  |           | ازيح دون بالتازار من رئاسة الوزراء وخلفه غاسبار دي غوزمان دوق اوليفاريس.              |
| 1625  |           | بدء الحرب بين إنجلترا وإسبانيا                                                        |
| 1626  |           | نشر فرانثيسكو دي كيفيدو روايته حياة الصعلوك.                                          |
| 1635  |           | اندلاع الحرب الفرنسية الإسبانية.                                                      |
| 1636  |           | كتب بيدرو كالديرون دي لا باركا مسرحيته عمدة ثالاميا.                                  |
| 1640  |           | الثورة البرتغالية. وانتهاء الاتحاد الإيبيري. اندلاع الثورة الكتالانية.                |
| 1641  |           | مؤامرة استقلال الأندلس [الإنجليزية]                                                   |
| 1647  |           | طاعون اشبيلية. اضطرابات في نابولي وصقلية.                                             |
| 1648  |           | صلح وستفاليا الذي انهى حرب الثمانين عاما وحرب الثلاثين عاما.                          |
| 1652  |           | افلست الحكومة الإسبانية وبوادر أزمة اقتصادية.                                         |
| 1654  |           | اندلاع الحرب الإنجليزية الإسبانية (1654-1660)                                         |
| 1656  |           | رسم دييغو فيلاثكيث لوحته الوصيفات.                                                    |
| 1659  |           | توج صلح البرانس انتصار فرنسا وانكسار هابسبورغ الإسبان.                                |
| 1665  |           | وفاة فيليب الرابع وتولية كارلوس الثاني العرش من بعده.                                 |
| 1667  |           | اندلاع حرب أيلولة                                                                     |
| 1668  |           | انضمام اسبانيا في الحرب الفرنسية الهولندية.                                           |
| 1680  |           | ازمة اقتصادية خانقة في اسبانيا.                                                       |
| 1688  |           | بدء حرب التسع سنوات                                                                   |
| 1700  |           | وفاة كارلوس الثاني وبه انقطعت سلالة هابسبورغ وبدء سلالة البوربون                      |

## بوربون إسبانيا (1700-1808)
| السنة     | التاريخ   | الحدث |
| --------- | --------- | --- |
| 1701      |           | بدء حرب الخلافة الإسبانية. |
| 1704      |           | استولى الإنجليز على جبل طارق. |
| 1705      |           | أعلن الأرشيدوق كارل من فيينا نفسه بإسم كارل الثالث ملك اسبانيا. |
| 1716-1707 |           | اشهار مراسيم نويفا بلانتا التي ألغت معظم الحقوق والامتيازات لجميع الممالك التي يتكون منها التاج الإسباني ودمجها في قانون قشتالة.                                                                                |
| 1711      |           | انشاء المكتبة الوطنية الإسبانية. |
| 1713      |           | معاهدة أوترخت التي انهت حرب الخلافة الإسبانية. |
| 1714      |           | صدور القانون السالي. انشئت الأكاديمية الملكية الإسبانية. معاهدة راستات المتممة لمعاهدة أوترخت. زواج الملك فيليب الخامس من إليزابيث فارنيزي.                                                                     |
| 1717      |           | انشاء إقليم غرينادا الجديدة |
| 1718      |           | كشف مؤامرة تشلاماري. حرب التحالف الرباعي |
| 1719      |           | طرد جوليو ألبيروني من إسبانيا. |
| 1721      |           | انشاء هيئة للشرطة الفرسان في كاتالونيا. |
| 1724      | 14 يناير  | تنحى فيليب الخامس عن التاج لإبنه لويس الذي مالبث ان مات في نفس السنة فيسترجع فيليب التاج. |
| 1726      |           | انشاء مدينة مونتفيدو في الأوروغواي. |
| 1733      |           | وقع فيليب اتفاق الأسرة مع ابن أخيه وملك فرنسا لويس الخامس عشر. ساهمت اسبانيا في حرب الخلافة البولندية. |
| 1735      |           | رحل خورخي خوان وأنطونيو دي أولوا إلى أمريكا في بعثة جيوديسية فرنسية. |
| 1738      |           | البدء ببناء قصر مدريد الملكي. انشاء الأكاديمية الملكية للتاريخ |
| 1739      |           | بدء حرب أذن جنكينز مع إنجلترا في الكاريبي. |
| 1740      |           | حرب الخلافة النمساوية |
| 1746      | 9 يوليو   | وفاة فيليب الخامس وتولي فرناندو السادس الحكم من بعده. |
| 1748      |           | توقيع معاهدة إيه لاشابيل التي انهت حرب الخلافة النمساوية. |
| 1750      |           | رسم الحدود الأمريكية بين إسبانيا والبرتغال في معاهدة مدريد [الإنجليزية] |
| 1755      |           | زلزال لشبونة المدمر. |
| 1759      | 10 اغسطس  | وفاة فرناندو السادس وتولي كارلوس الثالث الحكم من بعده. |
| 1762      |           | دخلت إسبانيا في حرب السنوات السبع. |
| 1763      |           | توقيع إسبانيا معاهدة باريس والتي أنهت حرب السنوات السبع. فاستردت فلوريدا ولويزيانا ومستعمرة ساكرامنتو في الإكوادور. لأول مرة جرى يانصيب في إسبانيا.                                                             |
| 1768      |           | جرى تعداد سكان لأول مرة في عهد الوزير كونت أراندا. |
| 1770      |           | أزمة جزر الفولكلاند [الإنجليزية] |
| 1774      |           | نشر خوسيه كادالسو روايته رسائل مغربية. |
| 1777      |           | بدأ هبيوليتو رويز لوبيز رحلة استكشافية للنباتات في البيرو |
| 1778      |           | أضحت التجارة الحرة بين الموانئ الإسبانية والإنديز. |
| 1779      |           | تدخلت إسبانيا رسميا في الحرب الثورية الأمريكية ودعمت الولايات المتحدة. بدأت إسبانيا بحصار جبل طارق. |
| 1780      |           | ثورة توباك أمارو الثاني البيرو. وقد اجهضت ثورته وأعدم في السنة التالية. |
| 1781      |           | أصبح برناردو دي غالفيز حاكما لكامل فلوريدا الإسبانية. |
| 1782      |           | طردت إسبانيا الإنجليز من جزيرة مينوركة. انشاء أول بنك في إسبانيا وهو الآن بنك إسبانيا المركزي. |
| 1783      |           | إعلان قانون لمساواة الغجر في الحقوق مثل المواطنين الاسبان ومنع الإحتقار على أساس العرق، وحظر نمط حياة الرحل. انهت معاهدة باريس الثورة الأمريكية وإعلنت استقلال الولايات المتحدة.                                |
| 1785      |           | ماريا إيسيدرا دي غوزمان أول امرأة تحصل على دكتوراه في الفلسفة. اعتماد علم إسبانيا. |
| 1788      | 14 ديسمبر | وفاة كارلوس الثالث وتولي كارلوس الرابع الحكم من بعده. |
| 1789      |           | إعلان قانون يلغي القانون السالي لسنة 1713 فيفضل الإناث من الخط المباشر على الذكور من الخط غير المباشر. بدء بعثة مالاسبينا [الإنجليزية] فتحت إسبانيا تجارة الرقيق إلى هافانا.                                    |
| 1791      |           | أضحى مانويل جودوي رئيسا للوزراء. |
| 1795-1793 |           | اندلاع حرب البرانس مع الجمهورية الفرنسية الأولى والتي انتهت بهزيمة إسبانيا وتوقيع معاهدة بازل. |
| 1796      |           | خسرت إسبانيا احتكارها تجارة أمريكا الإسبانية. تحالفت إسبانيا مع فرنسا ضد بريطانيا العظمى بموجب معاهدة سان إلديفونسو مما أشعل الحرب الأنجلو-إسبانية (1796–1808) وبروز الأدميرال الإنجليزي نيلسون في تلك المعارك. |
| 1798      |           | البدء بمصادرة أراضي الكنيسة |
| 1799      |           | طبع غويا ألبوم الصور المسمى النزوة (Los caprichos). وسحبت من السوق بعد 15 يوما من التوزيع. |
| 1800      |           | تنازلت إسبانيا عن إقليم لويزيانا إلى فرنسا بموجب معاهدة سان إلديفونسو الثالثة. |
| 1802      |           | وقعت إسبانيا على معاهدة أميان مع فرنسا والمملكة المتحدة استرجعت فيها جزيرة منورقة. |
| 1804      |           | عودة الحرب ضد بريطانيا. |
| 1805      |           | هزيمة إسطولي إسبانيا وفرنسا امام الإسطول الإنجليزي في معركة طرف الغار. منع مصارعة الثيران بمرسوم. |
| 1807-1806 |           | هزمت إسبانيا الإسطول البريطاني عند محاولته غزو ريو دي لا بلاتا. |
| 1807      |           | إسبانيا توقع مع فرنسا معاهدة فونتينبلو التي تسمح للجيش الفرنسي استخدام الأراضي الإسبانية لغزو البرتغال. |
| 1808      |           | عزل كارلوس الرابع عن الحكم وتعيين ابنه فيرناندو السابع خلفا له لعدة أشهر ثم احتل نابليون كامل الجزيرة الإيبيرية وعين أخاه جوزيف بونابرت ملكا على إسبانيا. اندلاع حرب الاستقلال الإسبانية.                       |

## حرب الاستقلال واستعادة الحكم المطلق (1808-1833)
| السنة | التاريخ | الحدث |
| ----- | ------- | --- |
| 1808  |         | تمرد آرنخويث أعقبه انتفاضة 2 مايو 1808 في مدريد ثم اندلاع حرب الاستقلال الإسبانية. ظهور المجالس العسكرية في الأقاليم. جوزيف بونابرت يشكل الدستور في بايون ويحكم إسبانيا. حروب الاستقلال الإسبانية الأمريكية. |
| 1809  |         | اندلاع حرب استقلال بوليفيا |
| 1810  |         | اندلاع حرب استقلال فنزويلا |
| 1811  |         | إلغاء الإقطاعية في إسبانيا [الإسبانية] |
| 1812  |         | انشأ مجلس قادس الدستور الإسباني عام 1812. |
| 1814  |         | انتهاء حرب الاستقلال الإسبانية فرناندو السابع يعلق مجلس قادش ويرفض دستور 1812 ويسترجع الحكم المطلق [الإسبانية].                                                                                              |
| 1815  |         | هجوم إسبانيا لإقليم غرينادا الجديدة [الإنجليزية] |
| 1816  |         | حرب الاستقلال الأرجنتينية فشل مثلث المؤامرة [الإسبانية] لإغتيال الملك واسترجاع دستور 1812. |
| 1819  |         | افتتاح متحف ديل برادو تنازلت إسبانيا عن أملاكها في إقليم لويزيانا عند مصب المسيسيبي إلى الولايات المتحدة إلى جانب بيعها فلوريدا في معاهدة آدمز-أونيس                                                         |
| 1820  |         | انقلاب عسكري وبدء حكم الثلاث سنوات الليبرالي موجة من الثورات تلف أوروبا |
| 1821  |         | انتهاء حرب الاستقلال المكسيكية استقلال بنما وكوستاريكا. |
| 1822  |         | ثورة الحرس الملكي [الإسبانية] المطالب بعودة الملكية المطلقة. قرر مؤتمر فيرونا استعادة الحكم المطلق في إسبانيا.                                                                                               |
| 1823  |         | ارسل التحالف المقدس حملة عسكرية لإستعادة الحكم الملكي لإسبانيا. وبدء العشرية المشؤومة. |
| 1824  |         | انهت معركة أياكوتشو حكم الإسبان في البيرو، واستقلالها. |
| 1825  |         | اعلان استقلال بوليفيا. |
| 1826  |         | آخر اعدام نفذته محاكم التفتيش الإسبانية قبل إلغائها سنة 1834. |
| 1828  |         | وفاة فرانثيسكو غويا |
| 1829  |         | مرسوم طرد بموجبه الاسبان المقيمين في المكسيك. |
| 1830  |         | مرسوم بقانون يلغي القانون السالي لسنة 1713. |
| 1831  |         | افتتاح سوق مدريد للأوراق المالية. |
| 1833  |         | وفاة فرناندو السابع وتولي ابنته إيزابيل الثانية ملكة إسبانيا اندلاع الحرب الكارلية الأولى |

## حكم إيزابيلا الثانية والثورة والجمهورية (1833-1874)
| السنة | التاريخ | الحدث |
| ----- | ------- | --- |
| 1833  |         | الملكة الأم ماريا كريستينا دي بوربون تدير فترة الوصاية على إيزابيلا الثانية. طالب الدون كارلوس بالعرش واندلاع الحرب الكارلية الأولى. تقسيم إقليمي جديد في إسبانيا.                                             |
| 1834  |         | تقسيم برلماني جديد في إسبانيا لسنة 1834. انشاء حزب الوسط. انشاء التحالف الرباعي 1834 [الإسبانية]. إلغاء محاكم التفتيش الإسبانية.                                                                               |
| 1835  |         | انتفاضة على هيمنة رجال الدين 1835 [الإسبانية] |
| 1836  |         | مصادرة الأملاك الكنسية [الإنجليزية] |
| 1837  |         | دستور إسبانيا 1837 |
| 1839  |         | اتفاقية فيرغارا انهت الحرب الكارلية الأولى. |
| 1840  |         | تولى بالدوميرو إسبارتيرو الفترة المتبقية من الوصاية على إيزابيلا الثانية. |
| 1842  |         | قصف إسبارتيرو مدينة برشلونة [الإسبانية] |
| 1844  |         | بدء العشرية المعتدلة انشاء الحرس المدني. نشر خوسيه ثورييا رائعته دون خوان تينوريو. |
| 1945  |         | دستور إسبانيا 1845. الإصلاح الضريبي في إسبانيا 1845. |
| 1847  |         | اندلاع الحرب الكارلية الثانية. |
| 1848  |         | البدء بتشغيل أول خط حديد [الإنجليزية] بين برشلونة-ماتارو تطبيق قانون العقوبات الجديد |
| 1849  |         | اعتماد المتر لقياس الأطوال. |
| 1850  |         | أول طابع بريد في إسبانيا. |
| 1854  |         | أطاح تمرد عسكري برئيس الوزراء وانتهاء فترة العشرية المعتدلة بدء فترة سنتا التقدميين |
| 1855  |         | إضراب عام في إسبانيا 1855 [الإسبانية] |
| 1856  |         | البدء بتداول السلطة بين الليبراليين وحزب الوسط. مشروع دستور إسبانيا 1856. |
| 1858  |         | أنشأ ليوبولدو أودونيل الاتحاد الليبرالي. اخترع نارسيس مونتوريول أول غواصة دفع هواء ذاتي وبغرفة احتراق في برشلونة. قانون الرهن العقاري لتحرير سوق العقار. بدء حملة كوشين الصين. افتتاح قناة إيزابيل الثانية.    |
| 1859  |         | الحرب الإسبانية المغربية |
| 1863  |         | حرب استرداد الدومينيكان |
| 1864  |         | تعيين كانوباس ذو الاتجاه الليبرالي - المحافظ وزيرا في الحكومة. إنشاء جمعية لإلغاء الرق. قمع ثورة قام بها الجنرال خوان بريم. انطلاق حملة لاستعادة بيرو وشيلي خلال حرب جزر تشينتشا                               |
| 1867  |         | انشاء متحف إسبانيا الوطني للآثار. |
| 1868  |         | اندلاع حرب الإستقلال في كوبا نجاح الثورة المجيدة في إسبانيا ونفي الملكة إيزابيل الثانية. الحكومة المؤقتة بقيادة الجنرال سيرانو وبداية فترة ديموقراطية السنوات الست. ألف بيكر رائعته الأدبية القوافي والأساطير. |
| 1869  |         | دستور إسبانيا 1869 تداول البيزيتا الجديدة بدلا من الإيسكودو. اتفاق طرطوشة [الإنجليزية] الإتحادي. |
| 1870  |         | إعلان أماديو الأول ملكا على إسبانيا. مقتل خوان بريم. انشاء المعهد الجغرافي الوطني [الإنجليزية] الإسباني. |
| 1872  |         | اشعل الدوق كارلوس السابع الحرب الكارلية الثالثة. |
| 1873  |         | انسحاب أماديو الأول عن حكم إسبانيا إعلان الجمهورية الإسبانية الأولى واستانيسلاو فيجويراس أول رئيس لها. مسودة دستور إسبانيا 1873. تمرد الكانتونات                                                               |
| 1874  |         | انقلاب مانويل بافيا. أنهى تمرد ساغونتو الجمهورية الأولى واستقالة الجنرال سيرانو عن الحكم. عودة البوربون إلى حكم إسبانيا.                                                                                       |

## عودة الملكية (1875-1931)
| السنة | التاريخ | الحدث |
| ----- | ------- | --- |
| 1875  |         | بدأ الملك ألفونسو الثاني عشر حكم إسبانيا مستهلا عودة البوربون إليها. |
| 1876  |         | دستور إسبانيا 1876 الانتخابات الإسبانية العامة 1876. |
| 1877  |         | انشاء الخدمة العسكرية الإلزامية. تقرير يشير بانتشار الأمية على 64٪ من سكان البلاد. |
| 1878  |         | زواج الملك من الأميرة مرسيديس أميرة أورليان والتي توفت في نفس السنة. قانون تعداد السكان لأجل التصويت. |
| 1879  |         | نجاح مارتينيث كامبوس في الإنتخابات العامة وتوليه منصب رئيس الوزراء. أسس بابلو إيغليسياس حزب العمال الاشتراكي الإسباني. |
| 1880  |         | أسس ساغستا الحزب الليبرالي. أول خط هاتف في إسبانيا. اعتمدت الدولة نظام المقاييس العشرية. إلغاء الرق. |
| 1881  |         | صدور العدد الأول من صحيفة لا فانجورديا [الإنجليزية]. انشاء شركة شوكولاتس فالور [الإسبانية] |
| 1882  |         | انشاء الأكاديمية العسكرية العامة [الإنجليزية]. |
| 1883  |         | ظهور منظمة اليد السوداء (إسبانيا) في أندلوسيا. |
| 1884  |         | زلزال أندلوسيا 1884 [الإسبانية]. |
| 1885  |         | اخترع اسحاق بيرال غواصة أسماها غواصة بيرال [الإسبانية]. كتب ليوبولدو ألاس (كلارين) روايته لا ريخنتا (رواية). إصدار قانون إسبانيا التجاري [الإسبانية].                                                                                   |
| 1886  |         | أصدرت إميليا باردو باثان روايتها أديرة أويوا. افتتاح جامعة ديوستو. الإنتخابات العامة |
| 1888  |         | المعرض العالمي في برشلونة. أنشئ المهندس أنطوني غاودي قصر Palau Güell. ولادة اتحاد العمال العام |
| 1889  |         | انشاء نادي ريكرياتيفو في ولبة بمنطقة أندلوسيا وهو أول نادي كرة قدم في إسبانيا. سن القانون المدني لإسبانيا. |
| 1890  |         | افتتح في بلباو مبنى البورصة [الإسبانية] ودار للأوبرا [الإسبانية]. الشروع باستخدام الكهرباء في إنارة الشوارع. البدء في الإحتفال بيوم العمال العالمي.                                                                                     |
| 1891  |         | افتتاح مبنى بنك إسبانيا (مدريد) [الإسبانية]. الإنتخابات العامة. |
| 1892  |         | قواعد مانريزا التي طالبت فيها كاتالونيا إلى تشكيل حكومة وبرلمان مستقلين. |
| 1893  |         | اندلاع حرب الريف. الإنتخابات العامة افتتح مبنى بورصة مدريد. انفجار في سفينة كابو ماشيشاكو البخارية. |
| 1895  |         | أسس سابينو أرانا الحزب القومي الباسكي. حرب استقلال كوبا. غرق البارجة الأمريكية مين. |
| 1896  |         | اندلاع الثورة الفلبينية. ظهور أول فيلم في السينما الإسبانية. |
| 1897  |         | اغتيال رئيس الوزراء كانوباس. اكتشاف رأس سيدة إلتشي [الإنجليزية] الحجري من العصر الإيبيري. انشاء مؤسسة كاريتاس الدولية الخيرية. |
| 1898  |         | اندلاع الحرب الأمريكية الإسبانية. اتفاقية باريس بين إسبانيا والولايات المتحدة. الانتخابات العامة. بروز جيل 98. |
| 1899  |         | اصبح فرانسيسكو سيلفيلا رئيسا للوزراء بعد الانتخابات العامة. المعاهدة الألمانية الإسبانية. |
| 1900  |         | سجلت أول سيارة في ميورقة. |
| 1901  |         | أسس فرانسيسك كامبو المجموعة الإقليمية لكاتالونيا.افتتاح حديقة تيبيدابو الترفيهية في برشلونة. الانتخابات العامة. |
| 1902  |         | انشاء نادي ريال مدريد. وبطولة كأس التتويج 1902 لكرة القدم. كتب فيثينتي بلاسكو إيبانييث روايته "قصب وطين". |
| 1903  |         | أصبح أنطونيو مورا رئيسا للحكومة. أول اصدار لصحيفتي أبسي ولافيرداد. أسس توماس ميابي شباب إسبانيا الاشتراكي. شكل نيكولاس سالميرون مع أليخاندرو لروكس الاتحاد الجمهوري. الانتخابات العامة.                                                 |
| 1904  |         | اعتمد البرلمان يوم الأحد عطلة رسمية [الإسبانية]. نيل خوسيه إتشيغاراي جائزة نوبل في الأدب. افتتاح مرصد فابرا. وفاة الأميرة مرسيدس دي بوربون اخت الملك.                                                                                   |
| 1905  |         | هطول الثلج لأول مرة في إشبيلية. الانتخابات العامة. |
| 1906  |         | محاولة الفوضوي ماتيو مورال اغتيال الملك في حفل زواجه من فيكتوريا أوجيني. مؤتمر الجزيرة الخضراء. نال سانتياغو رامون إي كاخال قائمة الحاصلين على جائزة نوبل في الطب. بدأ أنطوني غاودي ببناء كازاميلا. انشاء الأكاديمية الملكية الغاليسية. |
| 1907  |         | الانتخابات العامة اعقبتها حكومة أنطونيو مورا الطويلة. قانون الإدارة المحلية بشأن الاعتراف باستقلالية البلديات. قانون انتخابي لإنهاء هيمنة الزعماء المحليين. رسم بيكاسو لوحة آنسات افينيون. فيضانات في ملقا                              |
| 1908  |         | أنشأ أليخاندرو لروكس الحزب الجمهوري الراديكالي. |
| 1909  |         | أسبوع مأساوي في كاتالونيا. الإحتفال بمعرض بلنسية الإقليمي. تدخل فرنسا العسكري في المغرب وكارثة وادي الذئاب. |
| 1910  |         | الانتخابات العامة ليصبح كناليخاس رئيسا للحكومة. انشاء الاتحاد الوطني للعمل. أول رحلة جوية عسكرية [الإسبانية] |
| 1911  |         | انشاء قوة القوات الأهلية النظامية (Regulares) من أهالي سبتة ومليلة. |
| 1912  |         | الحماية الإسبانية على المغرب وبدء حروب الريف. اغتيال كناليخاس وخلفه ألفارو دي فيجويرا. ألف أنطونيو ماتشادو ديوانه "حقول كاستيا" |
| 1913  |         | تم افتتاح ملعب سان ماميس. |
| 1914  |         | الانتخابات العامة. حياد أسبانيا في الحرب العالمية الأولى. ظهور جيل 1914. |
| 1915  |         | انشاء بورصة برشلونة وجامعة مرسية. |
| 1916  |         | الانتخابات العامة. |
| 1917  |         | رئيس الحكومة مانويل غارسيا برييتو. إنشاء مجالس الدفاع وجمعية البرلمانيين. الإضراب العام وأزمة 1917. |
| 1918  |         | الانتخابات العامة. اعتماد يوم 12 أكتوبر يوم كولمبوس. |
| 1919  |         | الانتخابات العامة. بدأت حكومات الإئتلاف. الإضراب الكندي في برشلونة. انشاء مترو مدريد وقصر الإتصالات. |
| 1920  |         | أنشأ خوسي ميلان أستراي الفيلق الإسباني. تأسيس الحزب الشيوعي الإسباني. الانتخابات العامة. بدء حروب الريف |
| 1921  |         | معركة أنوال. اغتيال ادواردو داتو. ألف ميجيل دي أونامونو روايته "العمة تولا". |
| 1922  |         | نال خاثينتو بينافينتي جائزة نوبل في الأدب. |
| 1923  |         | الانتخابات العامة. انقلاب بريمو دي ريفيرا الذي انهى الفترة الدستورية وافتتح الحكم الديكتاتوري. افتتاح استاد متروبوليتانو مدريد. |
| 1924  |         | تطوير نظام البلديات. بدأ راديو ايبيريكا (Radio en España) بالبث. أقلع دي لا سيرفا بطائرته أوتوجايرو. انشاء شركة تليفونيكا. افتتاح مترو برشلونة.                                                                                         |
| 1925  |         | بدء الإدارة المدنية لبريمو دي ريفيرا. اعداد النظام الأساسي للأقاليم. مؤامرة غراف. إنزال الحسيمة |
| 1926  |         | محاولة انقلاب فاشلة. أول رحلة جوية [الإنجليزية] بين إسبانيا وأمريكا الجنوبية. إصدار قانون العمل. إنشاء اتحاد المسح البحري. مؤامرة برات ديمولو. انتهاء حروب الريف                                                                        |
| 1927  |         | انشاء الجمعية الاستشارية الوطنية. قانون احتكار النفط وانشاء شركة كامبسا Campsa. ازدهار جيل 27. |
| 1928  |         | انشئ القس خوسيماريا اسكريفا مايسمى أوبوس داي الكهنوتية. ظهور فيلم كلب أندلسي من اخراج لويس بونويل. |
| 1929  |         | معرض برشلونة الدولي. معرض إيبيريا-أمريكا الدولي 1929 في اشبيلية. محاولة انقلاب فاشلة. |
| 1930  |         | انتهاء ديكتاتورية بريمو دي ريفيرا وابتداء ديكتاتورية داماسو بيرنجير. اصدار ميثاق سان سباستيان. انتفاضة خاكا. انشاء بورصة بلنسية. أصدر خوسيه أورتيجا إي جاسيت كتابه تمرد الجماهير.                                                       |
| 1931  |         | بدأت استعادة الضمانات الدستورية بخروج داماسو بيرنجير. أصبح خوان باتيستا أثنار رئيسا. الانتخابات العامة. |

## الجمهورية الثانية والحرب الأهلية وحكم فرانكو (1931-1975)
| السنة | التاريخ | الحدث |
| ----- | ------- | --- |
| 1931  |         | إعلان الجمهورية الإسبانية الثانية ونيكيتو ألكالا زامورا أول رئيس لها. منحت المرأة حق التصويت. افتتح مطار مدريد باراخاس وافتتاح حلبة بلازا دي لاس فينتاس. الانتخابات العامة. دستور الجمهورية الاسبانية.                                                                               |
| 1932  |         | موافقة مثيرة للجدل على القانون الكاتالوني. فشل الجنرال خوسي سانخورخو في محاولته الانقلابية. قانون الإصلاح الزراعي. تم إنشاء حرس الاقتحام. |
| 1933  |         | أليخاندرو ليروكس رئيسا للوزراء. أحداث كاساس فيخاس. أنشأ خوسي أنطونيو بريمو دي ريفيرا كتائبه المسماة فلانخي الإسبانية. فوز الاتحاد الإسباني لليمين المستقل (سيدا) بالانتخابات |
| 1934  |         | إضراب عمال المناجم الاستوريين. اندلاع اعمال شغب عمالية مسلحة. |
| 1935  |         | بدء طواف إسبانيا. |
| 1936  |         | انتصار الجبهة الشعبية في الانتخابات. وأصبح أثانيا رئيس إسبانيا. مقتل كالفو سوتيلو. محاولة انقلاب فاشلة ووفاة سانخورخو في حادث. اندلاع الحرب الأهلية (التسلسل الزمني). اندلاع القتال في جبل طارق وقرطبة ورأس سبارطيل ومدريد وطليطلة. لارجو كابييرو رئيسا للوزراء. إعدام غارسيا لوركا. |
| 1937  |         | معارك وادي الحجارة وخاراما وبرونيت وسانتادير وبيلشيت وغرنيكا. خوان نيغرين رئيسا للوزراء. اتفاق سانتونيا. انتفاضة أناركية في برشلونة. |